# Thésauque
La Thésauque est une rivière du Sud de la France, affluent de l'Hers-Mort et sous-affluent de la Garonne.

## Géographie
De 16,7 km de longueur, elle prend sa source sur la commune de Caignac, dans la Haute-Garonne entre dans la retenue d'eau formée par un barrage au niveau des communes de Montgeard et Nailloux puis passe sous le canal du Midi sur la commune de Montesquieu-Lauragais et se jette dans l'Hers-Mort en rive gauche sur la commune de Villenouvelle.

## Département et communes traversées
- Haute-Garonne : Caignac, Gibel, Monestrol, Montgeard, Nailloux, Seyre, Montesquieu-Lauragais, Gardouch, Vieillevigne, Villenouvelle.

## Principaux affluents
- Ruisseau de Lourtouyre, 3,2 km
- Ruisseau de Roussarel, 3,3 km
- La Nauze, 3,5 km